# Express Island
Express Island ist eine 1 km lange, schmale und zerklüftete Insel im  Archipel der Südlichen Shetlandinseln. Sie liegt nahe der Nordwestküste von Greenwich Island unmittelbar nördlich des Greaves Peak.
Das UK Antarctic Place-Names Committee benannte sie 1977 nach dem US-amerikanischen Schoner Express unter Kapitän Ephraim Williams, der zwischen 1820 und 1821 zur Robbenfängerflotte gehörte, die in den Gewässern um die Südlichen Shetlandinseln operierte.